# Adenodolichos obtusifolius
Adenodolichos obtusifolius är en ärtväxtart som beskrevs av Robert Elias Fries. Adenodolichos obtusifolius ingår i släktet Adenodolichos och familjen ärtväxter. Inga underarter finns listade i Catalogue of Life.